# АБС-премия
Международная литературная премия в области фантастики имени Аркадия и Бориса Стругацких («АБС-премия») — международная литературная премия, которая вручается ежегодно решением специального жюри за лучшие произведения литературной фантастики, написанные на русском языке и опубликованные в предшествующем году. На 2023 год вручалась 25 раз.
В связи с уходом с должности председателя Фонда братьев Стругацких А. Б. Стругацкого, а также кончиной ответственного секретаря АБС-премии Н. М. Романецкого, в 2024 году присуждение премии приостановлено.

## Описание премии
По формулировке Бориса Стругацкого:
«Премия присуждается за лучшее фантастическое произведение года, причём под фантастическим понимается любое произведение, в котором автор в качестве художественного сюжетообразующего приёма использует элементы невероятного, невозможного, небывалого. Таким образом, рассмотрению подвергается чрезвычайно широкий спектр произведений — от чистой научной фантастики в манере Г. Дж. Уэллса, С. Лема и Р. Шекли до гротесков и фантасмагорий в стиле Ф. Кафки, М. Булгакова, В. Маканина или современных сказок в стиле Е. Шварца или В. Шефнера».
Премия учреждена Петербургским «Центром современной литературы и книги» при содействии литературной общественности города в 1998 году. Премия вручается с 1999 года ежегодно 21 июня, то есть в день, равно отстоящий от дат рождения каждого из братьев Стругацких.
Премия вручается в двух номинациях:
- За лучшее художественное произведение (роман, повесть, рассказ)
- За лучшее критико-публицистическое произведение о фантастике или на фантастическую тему (статья, рецензия, эссе, книга)

До 2013 года:
Премия присуждается в три этапа. На первом номинационная комиссия предлагает Борису Стругацкому произведения-кандидаты в номинации, вышедшие в течение года. На втором этапе Борис Стругацкий отбирает из предложенного списка несколько произведений в каждой номинации и предлагает выборку для тайного голосования членам литературного жюри премии. Определение лауреатов по результатам голосования жюри осуществляет тоже Борис Стругацкий.
С 2013 года:
Оба тура номинаций проводится жюри.

## Лауреаты

### Номинация «Художественная проза»
- 1999 — Евгений Лукин, «Зона справедливости» (роман)
- 2000 — Сергей Синякин, «Монах на краю Земли» (повесть)
- 2001 — Вячеслав Рыбаков, «На чужом пиру» (роман)
- 2002 — Марина Дяченко и Сергей Дяченко, «Долина Совести» (роман)
- 2003 — Михаил Успенский, «Белый хрен в конопляном поле» (роман)
- 2004 — Дмитрий Быков, «Орфография» (роман)
- 2005 — Евгений Лукин, «Портрет кудесника в юности» (роман)
- 2006 — Дмитрий Быков, «Эвакуатор» (роман)
- 2007 — Дмитрий Быков, «ЖД» (роман)
- 2008 — Александр Житинский, «Государь всея Сети» (роман)
- 2009 — Евгений Лукин, «Лечиться будем» (повесть)
- 2010 — Михаил Успенский, «Райская машина» (роман)
- 2011 — Вячеслав Рыбаков, «Се, творю» (роман)
- 2012 — Наум Ним, «Господи, сделай так…» (роман)
- 2013 — Дмитрий Быков, «Икс»
- 2014 — Михаил Успенский, «Богатыристика Кости Жихарева»(роман)[1]
- 2015 — Михаил Успенский, «Алхимистика Кости Жихарева»
- 2016 — Роберт Ибатуллин, «Роза и Червь»
- 2017 — Вячеслав Рыбаков, «На мохнатой спине»
- 2018 — Андрей Лазарчук, Михаил Успенский, «Весь этот джакч» (трилогия)
- 2019 — Александр Етоев, «Я буду всегда с тобой»
- 2020 — Евгений Филенко, «Очень странные миры»[6][7][8]
- 2021 — Геннадий Прашкевич, «Последний карантин»[9]
- 2022 — Андрей Столяров, «Продолженное настоящее» (повесть)[10]

### Номинация «Критика и публицистика»
- 1999 — Всеволод Ревич, «Перекрёсток утопий: судьбы фантастики на фоне судеб страны» (цикл эссе) (посмертно)
- 2000 — Кир Булычев, «Как стать фантастом» (эссе)
- 2001 — Анатолий Бритиков, «Отечественная научно-фантастическая литература» (монография) (посмертно)
- 2002 — Андрей Лазарчук и Петр Лелик, «Голем хочет жить» (эссе)
- 2003 — Геннадий Прашкевич, «Малый бедекер по НФ» (эссе)
- 2004 — Кир Булычев, «Падчерица эпохи» (цикл очерков) (посмертно)
- 2005 — Алан Кубатиев, «Деревянный и бронзовый Данте, или Ничего не кончилось» (эссе)
- 2006 — Светлана Бондаренко, «Неизвестные Стругацкие», т. 1-2 (комментированное издание архивных материалов)
- 2007 — Антон Первушин, «Завоевание Марса. Марсианские хроники эпохи Великого Противостояния»
- 2008 — Александр Етоев, «Книгоедство» (энциклопедия)
- 2009 — Евгений Войскунский, «Остров в океане» (эссе)
- 2010 — Николай Романецкий, «Тринадцать мнений о нашем пути» (сборник интервью)
- 2011 — Геннадий Прашкевич, «Герберт Уэллс» (биография)
- 2012 — Сергей Переслегин, «Опасная бритва Оккама»
- 2013 — Светлана Бондаренко, Виктор Курильский, «Стругацкие. Материалы к исследованию: письма, рабочие дневники. 1972—1977», «Стругацкие. Материалы к исследованию: письма, рабочие дневники. 1978—1984»[1]
- 2014 — Светлана Бондаренко, Виктор Курильский, «Стругацкие. Материалы к исследованию: письма, рабочие дневники. 1967—1971»[1]
- 2015 — Светлана Бондаренко, Виктор Курильский, «Стругацкие. Материалы к исследованию: письма, рабочие дневники. 1985—1991»
- 2016 — Геннадий Прашкевич, Владимир Борисов, «Станислав Лем»
- 2017 — Ольга Ерёмина (составитель книги «Переписка Ивана Антоновича Ефремова»)
- 2018 — Мария Галина, «Hyperfiction»
- 2019 — Вячеслав Рыбаков, «Резьба по идеалу»
- 2020 — Мария Галина, «Hyperfiction» (цикл статей)[6][7][8]
- 2021 — Евгений Харитонов, «Апокрифы Зазеркалья»[9]
- 2022 — Владимир Березин, «Необычайное: Критика, публицистика, эссе» (книга)[10]